# Love Kills (canção de Roberto Bellarosa)
Love Kills é uma canção do cantor Roberto Bellarosa, que teve lugar em Malmö, na Suécia.
A canção foi escolhida entre outras duas canções em 16 de Dezembro de 2012, durante um programa de rádio ao vivo, exibido em VivaCité. Uma mistura de votação do público e do veredicto de um júri decidiu sobre a canção que iria representar a Bélgica no Festival Eurovisão da Canção 2013.
A referida canção foi interpretada em inglês por Roberto Bellarosa. Foi a décima-quinta canção a ser interpretada na noite da 1ª semi-final, depois da canção da Chipre "An me thimase" e antes da canção da Sérvia "Ljubav je svuda". Terminou a competição em 5.º lugar tendo recebido 75 pontos, conseguindo passar à final.
Na final, foi a sexta canção a ser interpretada na noite, depois da canção da Espanha "Contigo hasta el final" e antes da canção da Estónia "Et uus saaks alguse". Terminou a competição em 12.º lugar tendo recebido 71 pontos.

## Faixas e formatos
| Download digital |              |         |  |
| N.º              | Título       | Duração |  |
| 1.               | "Love Kills" | 3:00    |  |

## Desempenho

### Posição nas Paradas
| País                                           | Melhor posição |
| ---------------------------------------------- | -------------- |
| Bélgica (Ultratop 50 de Flandres)              | 15             |
| Bélgica (Ultratop 50 da Valônia)               | 6              |
| O campo songid é OBRIGATÓRIO PARA PARADA ALEMÃ | 90             |
| Países Baixos (Single Top 100)                 | 71             |
| Suécia (DigiListan)                            | 29             |